# Schutz privater Rechte
Der Schutz privater Rechte ist ein Merkmal des Privatrechtes und wird im öffentlichen und bürgerlichen Recht durch entsprechende Normen gewährt. Dieser Schutz dient dem Rechtsschutz von natürlichen und juristischen Personen und wird originär durch die Justiz (vor allem Amtsgerichte) gewährleistet. 
Kann eine gerichtliche Entscheidung im Rahmen des vorläufigen Rechtsschutzes nicht oder nicht rechtzeitig erwirkt werden und liegt eine Eilbedürftigkeit vor, tritt die Polizei subsidiär im Rahmen ihrer Eilzuständigkeit ein. Dabei handelt sie zur Gefahrenabwehr für das Schutzgut der öffentlichen Sicherheit, unter die auch die Individualrechtsgüter fallen. Die Polizei handelt hier entweder nach dem Polizeirecht der Länder oder nach dem Strafverfahrensrecht; im letzteren Fall jedoch nur in Fällen der Rückgewinnungshilfe. Die zulässigen Maßnahmen der Polizei erschöpfen sich dabei überwiegend im vorläufigen Schutz zur Sicherung der Rechtsdurchsetzung.
Des Weiteren ist auch ein polizeiliches Handeln im Rahmen der Amtshilfe möglich. Diese Aufgabe wird der Polizei im Verwaltungsrecht zugewiesen.

## Beispiele aus dem Polizeirecht
- Die Identitätsfeststellung und anschließender Personalienaustausch, z. B. zur Durchsetzung von Schadenersatzforderungen (für Forderungssachen gibt es für geschädigte Privatpersonen praktisch keine Auskunftspflichten und erst recht keine Anhalterechte)
- Die Abwicklung von Fundsachen (Fund-/Verlustanzeigen, Annahme und Verwahrung von Verwahrstücken)
- Der Platzverweis eines Aggressors nach Fällen häuslicher Gewalt im Vorgriff auf eine zu erwartende einstweilige Verfügung hinsichtlich der Wohnungsnahme, des Kontaktverbots und der Wahrung einer räumlichen Distanz zum Opfer
- Die Eigentumssicherung

Negativbeispiel: Ein Kunde ruft die Polizei herbei, weil er mit dem unfreundlichen Verhalten eines Verkäufers unzufrieden ist. Er fordert die Herausgabe von dessen Personalie, um sich später schriftlich zu beschweren. – Der Wille des Beschwerdeführers ist weder geboten (fehlendes Rechtsschutzinteresse) noch rechtlich durchsetzbar (mangels Rechtsgrundlage). Schutzwürdige Interessen im Sinne des Rechts liegen nicht vor. Letztlich wäre eine unfreiwillige Identitätsfeststellung durch die Polizei sowohl rechtswidrig als auch unverhältnismäßig (Grundrechtseingriff vs. unzufriedener Kunde).